# ライノル・エニミア

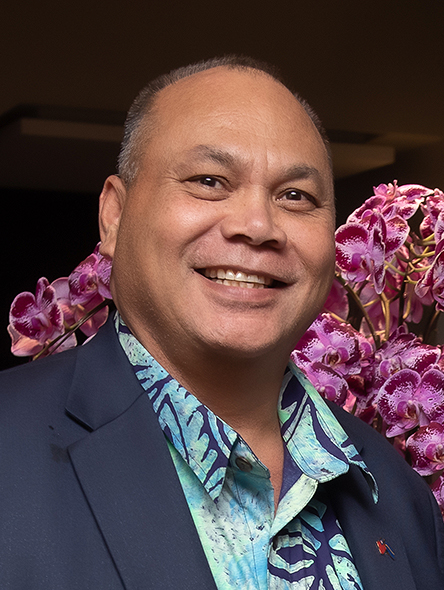
ライノル・エニミア（2019年）

ライノル・ローウェン・エニミア（Lionel Rouwen Aingimea、1965年9月2日 - ）は、ナウルの人権派弁護士、政治家。2019年8月27日より2022年9月28日まで同国大統領を務めた。姓は「アインギメア」や「エンガミア」と書かれたこともある。
2013年6月8日の国会議員選挙にメネン選挙区（メネン地区）から立候補したが落選した。2016年7月9日の議員選挙では当選を果たした。2019年8月24日の議員選挙ではエニミアは再選したが、現職大統領のバロン・ワカは落選した。ナウルでは大統領は国会議員の中から選出されるため、ワカは大統領を退任することとなった。後任の大統領には当初、財務大臣兼大統領補佐大臣のデビッド・アデアンが有力視されていた。エニミアはアデアンの下で法務秘書官 (justice secrtary) を務めていた。ナウル議会内において実施された大統領選挙においてエニミアはアデアンに12対6で勝利した。大統領就任後、新任国会議員6名からなる内閣を組織した。エニミアは大統領のほかに外務大臣も兼任することになった。

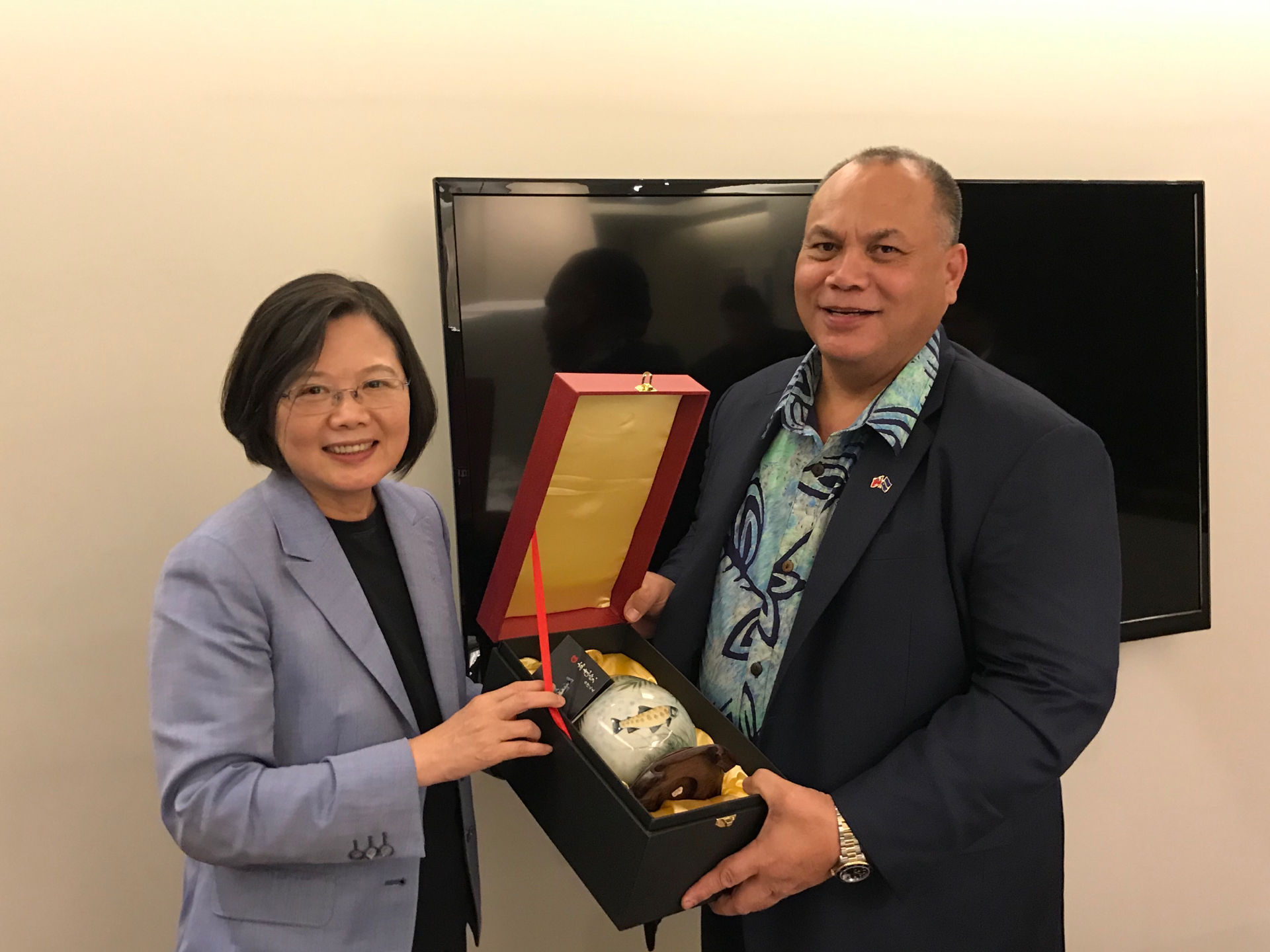
蔡英文より台湾の手工芸品を贈られるエニミア

大統領就任から1か月後の2019年9月26日には第73回国際連合総会にて持続可能な開発目標（SDGs）などに関する一般討論演説をおこなった。9月28日には台湾を訪問し中華民国総統の蔡英文と会見した。10月22日には、令和の天皇徳仁の即位礼正殿の儀に参列するため日本を訪問し、23日に内閣総理大臣の安倍晋三と会談した。
2020年7月1日から1年間、出身校である南太平洋大学の第28代総長の座にいた。